# Takuji Miyoshi
Takuji Miyoshi (født 20. august 1978) er en tidligere japansk fodboldspiller.
Han har spillet for flere forskellige klubber i sin karriere, herunder Avispa Fukuoka og Sagan Tosu.